# Stenostomum steveoi
Stenostomum steveoi is een platwormensoort uit de familie van de Stenostomidae. De wetenschappelijke naam van de soort werd voor het eerst geldig gepubliceerd in 2010 door Larsson & Willems. De soort is vernoemd naar de hond Steve-O van eerste auteur Karolina Larsson.
Het diertje wordt 0,3 millimeter groot en is wittig van kleur. De soort is alleen in Zweden waargenomen.